# Nicolas-Sylvestre Bergier
Pour les articles homonymes, voir Bergier.
L’Abbé Nicolas-Sylvestre Bergier, né le 31 décembre 1718 à Darney et mort le 9 avril 1790 à Paris, est un théologien et antiquaire français.

## Biographie
Issu d'une famille originaire de Darney, à l'époque paroisse relevant du diocèse de Besançon, il est ordonné prêtre en mars 1743, puis devient docteur en théologie le 5 octobre 1744 à Besançon. Il poursuit ensuite ses études à Paris. 
En 1749, il est nommé curé de la paroisse franc-comtoise de Flangebouche puis, en 1765, principal du collège de Besançon avant de devenir chanoine de Notre-Dame de Paris en 1769. À partir de 1771, il est en outre confesseur de Madame Adélaïde, fille de Louis XV.
Il se distingue d’abord à deux reprises comme lauréat de l’Académie de Besançon, l’une pour une pièce d’éloquence, l’autre pour une dissertation historique. Instruit dans les langues anciennes et modernes, il tourne toutes ses idées vers la critique sacrée, la mythologie et l’histoire, et se voue à la défense du christianisme attaqué par les philosophes.
Fréquentant les philosophes les plus avancés des années 1760 (Diderot, d'Holbach), il en devient un adversaire résolu pour des raisons religieuses.
Il écrit de nombreux ouvrages contre les philosophes des Lumières, entre autres. Il s'en prend particulièrement à Rousseau, dont il dénonce les contradictions de la pensée dans Le Déisme réfuté par lui-même (1765). Dans sa Réfutation du Système de la nature, ou Examen du matérialisme (1771), il s'en prend à d'Holbach.
Influencé malgré son conservatisme par les Lumières, il critique fermement les justifications de l'esclavage des Africains et affirme l'unité de l'espèce humaine. Mais conservateur dans l'âme, il refuse cependant d'appeler à l'abolition de l'esclavage : « il se refuse à entrer en opposition avec le pouvoir établi, fût-ce pour la défense de principes moraux essentiels ». Certains de ses arguments seront encore cités au XIXe siècle par des abolitionnistes comme Victor Schoelcher.
Bergier est l'auteur principal des trois volumes consacrés à la Théologie par l'Encyclopédie méthodique, publiés de 1788 à 1790.
Agrégé à l’académie de Besançon, il est aussi membre associé de l’Académie des inscriptions. Son frère, Claude-François, aussi né à Darney, où il est mort en 1784, est auteur de plusieurs ouvrages de circonstance et d’un Essai sur l’histoire de la société civile, traduit de l’anglais de Ferguson.

## Publications
Voir aussi la liste de ses ouvrages disponibles en ligne sur archive.org
- Le Déisme réfuté par lui-même, 1765[2] ;
- L'origine des dieux du paganisme et le sens des fables découvert par une explication, Paris, Humblot, 1767. Texte disponible en ligne sur LillOnum : Volume 1; Volume 2 ;
- La Certitude des preuves du christianisme[3], 1767[4] ;
- Apologie de la religion chrétienne, 1769 ;
- Réfutation du Système de la nature (de d’Holbach) ou Examen du Matérialisme, 1771 ;
- Traité historique et dogmatique de la vraie religion, 1780.
- [Migne 1855] abbé Migne, Œuvres complètes de Bergier… augmentées d'un grand nombre d'ouvrages inédits (8 vol.), Paris, chez J.-P. Migne, 1855, sur archive.org :
  - t. 1, 1 468 p.
  - t. 2 (incomplet, 160 p.)
  - t. 3, 1 492 p.
  - t. 4, 1 724 p.
  - t. 5, 1 172 p.
  - t. 6, 1 448 p.
  - t. 7, 1 416 p.
  - t. 8, 1 652 p.

- Dictionnaire de théologie (extrait de l'Encyclopédie méthodique dite « Encyclopédie Panckoucke », en 40 vol. publiés de 1782 à 1832), sur archive.org.
  - 1783, Paris / Liège, libr. Panckoucke / impr. Plomteux
    - t. 1 « A-EZE », 736 p.

  - 1817, Toulouse, libr. Auguste Gaude et impr.-libr. Jean-Matthieu Douladoude
    - t. 1 « A-CEN », 607 p.
    - t. 4 « HEB-LOT », 614 p.

  - 1823, Toulouse, impr.-libr. Jean-Matthieu Douladoude, édition augmentée de tous les articles renvoyés aux autres parties de l'Encyclopédie
    - t. 1 « A-CEN », 607 p.
    - t. 2 « CEN-DOU », 628 p.
    - t. 3 « DOX-HEB », 615 p.
    - t. 4 « HEB-LOT », 614 p.
    - t. 5 « LUC-NYS », 560 p.
    - t. 6 « O-PRO », 496 p.
    - t. 7 « PRO-SYR », 526 p.
    - t. 8 « TAB-ZWI », 506 p.

- - 1834, Paris, libr. Gauthier frères & Cie
    - t. 1 « A-CEP », 490 + XXXVII p.

  - 1843, Besançon / Paris, éd. Outhenin-Chalandre fils / libr. Méquignon junior et libr. Gaume frères, avec des notes extraites des plus célèbres apologistes de la religion par le cardinal Thomas Gousset archevêque de Reims, et des additions par l'évêque de Montauban Jean-Marie Doney
    - t. 1 « AAR-CHR », 539 p.
    - t. 2 « CHR-EZE », 648 p.
    - t. 3 « FAB-JUS », 622 p.
    - t. 5 « O-SAC », 630 p.

- - 1844, Lille, libr. L. Lefort, édition augmentée
  - t. 2 « EAU-KYR », 751 p.
  - t. 3 « L-PRI », 804 p.
  - t. 4 « PRO-THE », 793 p.

- - 1852, 7 vol., Paris, libr.-éd. J. Leroux et. Jouby / libr. Gaume frères, avec des additions par l'évêque de Montauban Jean-Marie Doney
    - t. 1 « AAR-CHR », 539 p.
    - t. 2 « CHR-EZE », 648 p.
    - t. 5 « O-SAC », 630 p.

  - 1863, Paris, libr.-éd. A. Jouby / éd. Gaume frères et J. Duprey, avec des notes extraites des plus célèbres apologistes de la religion par le cardinal Thomas Gousset archevêque de Reims, et des additions par l'évêque de Montauban Jean-Marie Doney
    - t. 1 « AAR-CHR », 539 p.
    - t. 2 « CHR-EZE », 648 p.
    - t. 3 « FAB-JUS », 622 p.
    - t. 6 « SAD-ZWI », 605 p.

- - 1868, Paris, libr.-éd. A. Jouby et Roger / libr.-éd. Gaume frères et J. Duprey, avec des additions par l'évêque de Montauban Jean-Marie Doney
    - t. 1 « AAR-CHE », 539 p.
    - t. 2 « CHR-EZE », 648 p.
    - t. 3 « FAV-JUS », 622 p.
    - t. 4 « KAR-NYS », 612 p.
    - t. 5 « O-SAC », Paris, 630 p.
    - t. 6 « SAD-ZWI », Paris, 605 p.